# La Rage d'un roi démon
La Rage d'un roi démon est le troisième tome de La Guerre des serpents, une série de Raymond E. Feist.

## Résumé
Dans ce tome, la Guerre menée face aux Panthatians se déplace vers Krondor. On assiste à la montée en grade d'Erik de la Lande Noire ainsi que les préparatif de la guerre dirigé par le Maréchal William, le Duc James et le Prince Patrick. On apprend que la reine Émeraude a constitué sa flotte et se dirige vers le royaume des Isles.
De son côté, le mage Pug part à la recherche du Sorcier Macros Le Noir à l'aide de la magicienne Miranda. Finalement, avec l'aide du tisseur de sort elfe Tathar, il parvient à retrouver l'esprit de Macros dans la citadelle des dieux et à la renvoyer dans son corps qui n'est autre que le mendiant recueilli par Nakor. Macros révèle alors qu'il est un avatar de dieu de la magie Sarig, et Miranda révèle qu'elle est sa fille. De plus, on apprend que la reine Émeraude se trouve être la mère de Miranda.
Macros décide enfin de révéler ce qu'il pense être la vérité sur tous les événements en amenant Pug, Miranda, Nakor et un prêtre d'Ishap dans la Cité éternelle dans laquelle ils déduisent que la cause de tous les maux tels que la Guerre de la Faille, la Guerre contre les Panthatians et même les Guerres du Chaos sont provoqués par le dieu Fou, Nalar, le dieu du mal. Le prêtre d'Ishap déclare qu'il est obligé de leur faire oublier cela car se souvenir du démon rendrait vulnérable à son influence.
Après réflexion, Pug décide sous la pression d'attaquer la flotte de la Reine Émeraude alors qu'il y était réticent. Lors de l'attaque, il découvre que la Reine a été remplacée par un Démon mais il est trop tard à ce moment car il a déjà porté son attaque sur le navire. Son attaque est déviée par un sort Panthatian et Pug se retrouve grièvement brûlé pendant deux mois.
Pendant sa guérison, Miranda, Macros et Thomas (l’homme héritier du Valheru Ashen-Shugar) décident de partir à la faille ayant emmené le démon dans une montagne du continent de Novindus.